# Morti nel 1978/Marzo
| Questa pagina contiene informazioni ricavate automaticamente dalle voci biografiche con l'ausilio del template Bio e di un bot. L'aggiornamento è periodico e automatico e ricostruisce completamente la pagina. Se manca una persona in questa lista, sei pregato di non aggiungerla, ma accertati piuttosto che la sua voce biografica contenga il template Bio e che i dati anagrafici siano correttamente compilati. Se il template Bio manca, inseriscilo tu stesso o, in alternativa, metti l'avviso {{tmp\|Bio}} che ne segnala la mancanza. Se i dati riportati sono sbagliati, correggi direttamente la voce biografica; le modifiche saranno visibili in questa lista entro pochi giorni. Per chiarimenti vedi il progetto biografie. La lista contiene solo le 106 persone che sono citate nell'enciclopedia e per le quali è stato implementato correttamente il template Bio. Pagina aggiornata al 3 mar 2024. |

- 1º marzo - Léon Azéma, architetto francese (n. 1888)
- 1º marzo - Kiyoshi Oka, matematico giapponese (n. 1901)
- 1º marzo - Paul Scott, scrittore, drammaturgo e poeta inglese (n. 1920)
- 1º marzo - Ted Strong, giocatore di baseball e cestista statunitense (n. 1914)
- 2 marzo - Mario Pei, linguista e filologo statunitense (n. 1901)
- 3 marzo - Italo Formichella, avvocato e politico italiano (n. 1893)
- 3 marzo - Otto Steinert, fotografo tedesco (n. 1915)
- 3 marzo - Sylvester Wackerle, bobbista tedesco (n. 1908)
- 3 marzo - Georg Morgenstierne, linguista norvegese (n. 1892)
- 4 marzo - Wesley Bolin, politico statunitense (n. 1909)
- 4 marzo - Joe Marsala, compositore e clarinettista italiano (n. 1907)
- 5 marzo - Cesare Andrea Bixio, compositore italiano (n. 1896)
- 5 marzo - Toshiko Higashikuni, principessa giapponese (n. 1896)
- 5 marzo - Adolf Metzner, velocista tedesco (n. 1910)
- 5 marzo - Angelo D'Agostino, politico italiano (n. 1907)
- 6 marzo - Franco Anselmi, terrorista italiano (n. 1956)
- 6 marzo - Xercès Louis, calciatore francese (n. 1926)
- 7 marzo - Salvatore Greco, mafioso italiano (n. 1923)
- 8 marzo - Victor Eyles, geologo e storico britannico (n. 1895)
- 8 marzo - Roy Harrod, economista britannico (n. 1900)
- 8 marzo - Aulis Koponen, calciatore finlandese (n. 1906)
- 8 marzo - Adolf van der Voort van Zijp, cavaliere olandese (n. 1892)
- 9 marzo - Ettore Apollonj, bibliotecario italiano (n. 1887)
- 10 marzo - Rosario Berardi, poliziotto italiano (n. 1926)
- 10 marzo - Giuseppe Liguori, politico italiano (n. 1901)
- 11 marzo - Friedrich-Wilhelm Bock, generale tedesco (n. 1897)
- 11 marzo - Claude François, cantautore, musicista e produttore discografico francese (n. 1939)
- 11 marzo - Giuseppe Mancuso, vescovo cattolico italiano (n. 1902)
- 11 marzo - Dalal al-Maghribi, terrorista palestinese (n. 1959)
- 12 marzo - Gene Moore, giocatore di baseball statunitense (n. 1909)
- 12 marzo - Semp Russ, tennista statunitense (n. 1878)
- 12 marzo - Theresa Weld, pattinatrice artistica su ghiaccio e dirigente sportiva statunitense (n. 1893)
- 13 marzo - John Cazale, attore statunitense (n. 1935)
- 14 marzo - Enrico Accorretti, ammiraglio e aviatore italiano (n. 1888)
- 15 marzo - Jerzy Hryniewski, politico polacco (n. 1895)
- 15 marzo - Bobby McKean, calciatore scozzese (n. 1952)
- 15 marzo - Francis Rennell Rodd, generale e esploratore britannico (n. 1895)
- 16 marzo - Giuseppe Bifolchi, partigiano e anarchico italiano (n. 1895)
- 16 marzo - Valeska Gert, ballerina, attrice e cabarettista tedesca (n. 1892)
- 16 marzo - Raffaele Iozzino, poliziotto italiano (n. 1953)
- 16 marzo - Oreste Leonardi, carabiniere italiano (n. 1926)
- 16 marzo - Domenico Ricci, carabiniere italiano (n. 1934)
- 16 marzo - Giulio Rivera, poliziotto italiano (n. 1954)
- 16 marzo - Juan Rodolfo Wilcock, poeta, scrittore e critico letterario argentino (n. 1919)
- 16 marzo - Francesco Zizzi, poliziotto italiano (n. 1948)
- 17 marzo - Giulio Bobbio, calciatore italiano (n. 1900)
- 17 marzo - Semën Abramovič Furman, scacchista sovietico (n. 1920)
- 17 marzo - Eddie Aikau, surfista statunitense (n. 1946)
- 17 marzo - Carlo Martini, critico letterario e poeta italiano (n. 1908)
- 17 marzo - Sally Phipps, attrice statunitense (n. 1911)
- 17 marzo - Malvina Reynolds, cantautrice e attivista statunitense (n. 1900)
- 17 marzo - Walt Stanky, cestista statunitense (n. 1911)
- 17 marzo - Giacomo Violardo, cardinale italiano (n. 1898)
- 18 marzo - Faith Baldwin, scrittrice statunitense (n. 1893)
- 18 marzo - Leigh Brackett, scrittrice e sceneggiatrice statunitense (n. 1915)
- 18 marzo - François Duprat, politico francese (n. 1940)
- 18 marzo - Willy Falck Hansen, pistard danese (n. 1906)
- 18 marzo - Harald Pettersen, calciatore norvegese (n. 1911)
- 18 marzo - Achille Salvucci, vescovo cattolico italiano (n. 1884)
- 18 marzo - Peggy Wood, attrice e cantante statunitense (n. 1892)
- 19 marzo - Gaston Julia, matematico francese (n. 1893)
- 19 marzo - Albrecht Knust, ballerino e coreografo tedesco (n. 1896)
- 19 marzo - Shukri Mustafa, terrorista egiziano (n. 1942)
- 19 marzo - Carlos Torre Repetto, scacchista messicano (n. 1905)
- 19 marzo - Winifred Westover, attrice statunitense (n. 1899)
- 20 marzo - Jacques Brugnon, tennista francese (n. 1895)
- 20 marzo - Robert Gilbert, compositore e attore tedesco (n. 1899)
- 20 marzo - Eugène Molle, generale francese (n. 1895)
- 21 marzo - Émile Bulteel, pallanuotista francese (n. 1906)
- 21 marzo - Cearbhall Ó Dálaigh, politico e giurista irlandese (n. 1911)
- 21 marzo - Pietro Pitrone, politico italiano (n. 1918)
- 22 marzo - Isidro Ayora, politico ecuadoriano (n. 1879)
- 22 marzo - Karl Wallenda, artista tedesco (n. 1905)
- 23 marzo - Brianna Carafa, scrittrice italiana (n. 1924)
- 23 marzo - Tadeusz Romer, politico e diplomatico polacco (n. 1894)
- 23 marzo - Eeltje Visserman, compositore di scacchi olandese (n. 1922)
- 24 marzo - André Lallemand, astronomo francese (n. 1904)
- 24 marzo - Giambattista Vicari, giornalista, scrittore e editore italiano (n. 1909)
- 25 marzo - Leslie Fenton, attore e regista statunitense (n. 1902)
- 25 marzo - Ugo Ferrazzi, calciatore italiano (n. 1905)
- 25 marzo - Patrizia Giugno, showgirl e cantante italiana (n. 1957)
- 25 marzo - Jack Hulbert, attore e scrittore inglese (n. 1892)
- 25 marzo - Giuseppe Lombardi, ammiraglio italiano (n. 1886)
- 27 marzo - Kunwar Digvijay Singh, hockeista su prato indiano (n. 1922)
- 27 marzo - Sverre Farstad, pattinatore di velocità su ghiaccio norvegese (n. 1920)
- 27 marzo - Ninì Gordini Cervi, attrice italiana (n. 1907)
- 28 marzo - Claudio Cintoli, artista, pittore e scenografo italiano (n. 1935)
- 28 marzo - Giuseppe Giacomantonio, compositore italiano (n. 1905)
- 28 marzo - Wadie Haddad, attivista e guerrigliero palestinese (n. 1927)
- 28 marzo - Clemente Mejía, nuotatore messicano (n. 1928)
- 28 marzo - Lennart Oesch, generale finlandese (n. 1892)
- 30 marzo - Hamid II di Pontianak, sovrano indonesiano (n. 1913)
- 30 marzo - Hack Simpson, hockeista su ghiaccio canadese (n. 1910)
- 30 marzo - Larry Young, organista e pianista statunitense (n. 1940)
- 31 marzo - Astrid Allwyn, attrice statunitense (n. 1905)
- 31 marzo - Charles Herbert Best, medico canadese (n. 1899)
- 31 marzo - Luigi Binda, cestista, multiplista e calciatore italiano (n. 1896)
- 31 marzo - Harry Curtis, giocatore di football australiano e dirigente sportivo australiano (n. 1892)
- 31 marzo - Romain Gijssels, ciclista su strada belga (n. 1907)
- 31 marzo - Eva Mameli Calvino, botanica e naturalista italiana (n. 1886)
- 31 marzo - Michele Ortino, pittore italiano (n. 1914)
- 31 marzo - Imre Rajczy, schermidore ungherese (n. 1911)
- 31 marzo - Piero Ravasenga, poeta, saggista e scrittore italiano (n. 1907)
- 31 marzo - Luigi Silipo, politico italiano (n. 1900)
- 31 marzo - Fernando Soleti, generale italiano (n. 1891)
- 31 marzo - Giovanni Someda, ingegnere e dirigente pubblico italiano (n. 1901)